# Paganini (1946)
Paganini ist ein pseudobiografisches, britisches Kostümfilmmelodram aus dem Jahre 1946 von Bernard Knowles mit Stewart Granger in der Titelrolle. Die weibliche Hauptrolle verkörpert Phyllis Calvert. Der Geschichte liegt der 1941 veröffentlichte biografische Roman “The Magic Bow: A Romance of Paganini” von Manuel Komroff zugrunde.

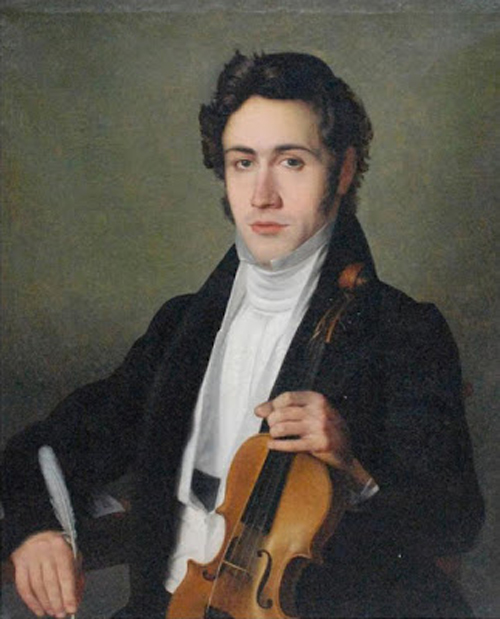
Der reale Paganini

## Handlung
Der junge Geigenvirtuose Niccolò Paganini lebt in großer Armut in Genua. Als er erfährt, dass der Komponist Fazzini einen Wettbewerb veranstaltet, der als Gewinn eine wertvolle Stradivari-Geige für denjenigen Künstler auslobt, der seine schwierigen Kompositionen direkt vom Blatt spielen kann, sieht Paganini endlich eine Chance, seinem Elend zu entkommen. Niccolòs Talent ist derart groß, dass er glaubt, die Stradivari quasi bereits gewonnen zu haben. Doch seine Armut ermöglicht ihm nicht einmal die Reise zu Fazzinis Haus nach Parma. Eine Lösung bahnt sich an in Gestalt der französischen Adeligen Jeanne de Vermond. Die junge Dame bietet ihm ein Tauschgeschäft an: Sie wolle ihm das nötige Geld geben, wenn er sich bereit erklären würde, ihr dabei zu helfen, ihren Vater aus dem Gefängnis zu holen. Gesagt – getan.
Auf dem Weg nach Parma lernt Paganini den erfolglosen Anwalt Luigi Germi kennen, der Niccolòs Manager wird. Am Ziel angekommen, tritt Paganini bei Fazzinis Wettbewerb an und gewinnt prompt. Jeanne ist von ihm und seinem Talent begeistert und lädt ihn ein, für ihre Freunde zu spielen. Paganini glaubt, dass Jeanne die wahre Größe seiner Kunst und die Bedeutung von Musik nicht wirklich erkennt und lehnt, da er sie für ignorant und spießig hält, ihr Ansinnen verärgert ab. Es kommt zwischen den beiden zum Streit, und Paganini lässt Jeanne kurzerhand stehen und wendet sich seiner alten Jugendliebe Bianchi zu, die ihm heimlich nach Parma gefolgt ist. Ebenso wie der Künstler in ihm ein Genie ist, so erscheint der normale Mensch Paganini labil und weltfremd. Das Geld, das er jüngst ergeigt hat, verliert Niccolò bald darauf beim Glücksspiel. Schließlich ist er sogar gezwungen, seine hart erkämpfte Stradivari zu verpfänden, aber er verspielt sogar diesen Erlös. Dies hat dramatische Folgen, denn Manager Germi hat für seinen Schützling ein öffentliches Konzert auf die Beine gestellt, und ohne Geige ist Paganinis Können nichts wert. Da erscheint Jeanne als rettender Engel. Sie löst die Stradivari beim Pfandleiher wieder aus. Das Konzert ist ein großer Erfolg, und Paganini und Jeanne verlieben sich schließlich ineinander.
Es ist die Zeit politischer Umwälzungen, Napoleon Bonapartes Truppen fallen in Italien ein. Der Truppenanführer heißt Paul de la Rochelle und ist ein hoher Offizier, den Jeannes Eltern aus eigennützigen Gründen – sie erhoffen sich dadurch höheres gesellschaftliches Ansehen – nur allzu gern als künftigen Schwiegersohn sehen würden. Bianchi mischt sich in diese heikle Konstellation ein, in dem sie Jeannes Mutter erzählt, dass sie eine Affäre mit Paganini habe. Damit erhofft sie über Jeannes Eltern Paganini und Jeanne auseinanderbringen zu können. Jeanne berichtet Paganini, dass ihre Eltern wollen, dass sie nach Paris geht, um Paul zu heiraten. Paganini will Jeanne nicht verlieren und zeigt sich bereit, mit ihr durchzubrennen. Als Napoleon davon erfährt, droht er Paganini, da auch er Interesse daran hat, dass die Verbindung zwischen seinem Heerführer und der Familie des Comte de Vermond zustande kommt. 
Paganini fügt sich und konzentriert sich nun ganz auf sein Geigenspiel, mit Bianchi stets an seiner Seite. Während eines Gastspiels in Paris trifft er Jeanne wieder. Als de la Rochelle davon erfährt, fordert er seinen Widersacher zum Duell heraus. Sowohl Jeanne als auch Bianchi sind darüber entsetzt und legen ihre Differenzen beiseite, um das Schlimmste zu verhindern. Doch es ist bereits zu spät: Paganini wurde an seinem Streicharm verletzt. Obwohl die Wunde heilt, verliert Paganini jegliches Interesse an seiner Musik. Jeanne nutzt ihre Kontakte, um eine Audienz mit dem Papst zu arrangieren. Sie will ihn aus seiner selbst gewählten Isolation herausholen und aus seiner Starre zu lösen. Das Konzert im Vatikan ist ein gewaltiger Erfolg, und Paganini wird vom Papst ausgezeichnet. De la Rochelle muss erkennen, dass Jeanne ihn niemals so sehr lieben wird wie sie Paganini liebt und willigt daher einer Lösung der Verlobung ein. Paganini und die adelige Französin können nun gemeinsam ins Leben starten.

## Produktionsnotizen
Paganini wurde im September 1946 im Rahmen der Internationale Filmfestspiele von Cannes als offizieller Festivalbeitrag uraufgeführt. Die britische Erstaufführung fand in London am 25. November 1946 statt, die deutsche Premiere war am 27. September 1947.
Albert Fennell übernahm die Produktionsüberwachung. John Bryan und Andrew Mazzei gestalteten die Filmbauten, Elizabeth Haffenden entwarf die Kostüme. Louis Levy übernahm die musikalische Leitung.
Die Geigensoli spielt Yehudi Menuhin.

## Wissenswertes
In der zweiten Hälfte des Zweiten Weltkriegs entwickelte sich unter der Leitung von Produktionschef Maurice Ostrer die produzierende Filmgesellschaft Gainsborough Pictures, beginnend mit Der Herr in Grau, zur bedeutendsten Firma, wenn es darum ging, opulente Kostümdramen und tränenreiche Liebesschnulzen herzustellen. Fast alle von Gainsborough in den 1940er Jahren entstandenen Streifen, die nahezu durchgehend unmittelbar nach Kriegsende auch auf dem deutschen Markt herausgebracht wurden, entwickelten sich – „obwohl die  Kritik mit Verachtung über sie schrieb“, wie Jörg Helbig erinnerte – zu großen Kassenmagneten in Europa, bisweilen auch auf dem US-amerikanischen Markt und brachten zudem zahlreiche Filmstars hervor, allen voran Margaret Lockwood, James Mason, Patricia Roc, Phyllis Calvert und Stewart Granger. Zu Gainsboroughs größten Erfolgen zählen Gaslicht und Schatten, Madonna der sieben Monde, Cornwall Rhapsodie, Die Frau ohne Herz, Drei Ehen, Gefährliche Reise, Paganini und schließlich Zigeunerblut.

## Kritiken
Im Spiegel hieß es: „Der Bilderbogenstil überwiegt. Aber der Film hat einige beachtenswerte Plus-Seiten Die reizende Phyllis Calvert als Jeanne, Joan Kent als Paganinis Jugendfreundin Bianchi und als Teufelsgeiger Stewart Granger. (…) Er ist der "sichtbare" Paganini des Films, viele sind von dem "unsichtbaren" stärker beeindruckt: Yehudi Menuhin spielt die Violin-Soli. (…) Stewart Granger findet sich geschickt mit den vielen Geigenaktionen ab. Von der Dämonie des Italieners, die einmal Conrad Veidt dargestellt hat und von der Heine und E. Th. A. Hoffmann erzählt haben, ist hier nichts zu finden.“
In der Zeit war zu lesen: „Natürlich ist es schön, wenn der Virtuose Paganini auf der Leinwand den Bogen ansetzt und man das geniale Spiel Yehudi Menuhins vernimmt. Nicht schön, dagegen ist, daß diese Höhepunkte bezahlt werden missen mit geduldiger Hinnahme einer Filmhandlung, die langweilig wie ein Strickstrumpf krause und schlichte Maschen aneinander reiht. ‚Paganini‘ ist der richtige Ausstattungsfilm, stilecht und seelenlos, und die Schauspieler waten angestrengt durch Zeit- und Lokalkolorit. Auch ein so bezaubernder Künstler wie Stewart Granger kommt schwer dagegen an.“
Das Lexikon des Internationalen Films urteilt: „Historisch arg verzeichnete Episoden aus dem Leben des italienischen Violinvirtuosen Niccolò Paganini (1782-1840), der zur Zeit der Herrschaft Napoleons eine Gräfin liebt, die einen französischen Offizier heiraten soll. Besonders unglaubwürdig: die Besetzung der Hauptrolle mit dem britischen Gentleman-Schauspieler Stewart Granger. In den musikalischen Partien brilliert dagegen Yehudi Menuhin als Solist“
Der Movie & Video Guide fand, dass hier, wie bei solchen Filmen „üblich, die Musik eine schwache Handlung überschattet“.
Halliwell‘s Film Guide konstatierte: „Armseliger Kostümfilm, auf dramatische Weise und historisch nicht überzeugend“.